# Kaarlo Vasama
Kaarlo Hjalmar Vasama, född 20 november 1885, död 12 november 1926, var en finländsk gymnast.
Vasama tävlade för Finland vid olympiska sommarspelen 1912 i Stockholm, där han var med och tog silver i lagtävlingen i fritt system. 